# Joubiniteuthidae
Joubiniteuthidae zijn een familie van weekdieren uit de klasse van de Cephalopoda (inktvissen). 

## Geslacht
- Joubiniteuthis Berry, 1920